# Cúmulo de El Abanico
El Cúmulo de El Abanico (conocido como M103 o NGC581) es un cúmulo situado en la constelación de Casiopea.
Su descubridor Pierre Méchain y posteriormente Charles Messier lo describieron como pequeño cúmulo con una estrella roja. Sin embargo, William Henry Smyth lo bautizó como El Abanico, e insistió en que la estrella roja más llamativa era en realidad de color rosa.
José Luis Comellas describe que "el cúmulo tiene forma de abanico, o si se quiere, de punta de flecha", en su obra Catálogo Messier.
Así mismo, en el libro 200 Maravillas del Cielo (de Ángel Gómez Roldán, Jordi Lopesino y Josep María Aymamí) se cita esta denominación.

## Más información
- Cúmulo abierto M103
- Catálogo Messier ISBN 9788486639914
- 200 Maravillas del cielo/200 celestial wonder ISBN 9788495495617

- Datos: Q5796955